# Сыпало, Кирилл Иванович
Кири́лл Ива́нович Сыпа́ло (род. 18 декабря 1970, Москва, СССР) — российский учёный, педагог и научно-административный деятель в области систем управления космическими летательными аппаратами, профессор Московского авиационного института (МАИ), доктор технических наук, профессор РАН, член-корреспондент Российской академии наук.

## Биография
К. И. Сыпало родился в 1970 году в Москве. Среднее образование получил в школе № 706 с углублённым изучением математики и физики. В 1987 году поступил на аэрокосмический факультет МАИ, который окончил в 1993 г. по специальности «Динамика полёта и управление движением ракет и космических летательных аппаратов».
Начиная с 1994 года, прошёл в МАИ все позиции от ассистента до профессора. В 2009—2012 гг. являлся первым заместителем декана факультета «Робототехнические и интеллектуальные системы». В 2011 г. ему было присвоено звание доцента. В 2012 году защитил диссертацию на соискание степени доктора технических наук, посвящённую системам управления и навигации высокоскоростных космических аппаратов.
В октябре 2012 года Сыпало вступил в должность начальника комплекса перспективного развития ФГУП «ЦАГИ им. профессора Н. Е. Жуковского» в Московской области. Работа в МАИ при этом стала совместительством. Внёс вклад в формирование госпрограммы РФ «Развитие авиационной промышленности на 2013—2025 годы» и консорциума аэрокосмических вузов (выполнял функцию первого проректора МАИ в момент присоединения к нему МАТИ). Когда в 2015 г. был создан НИЦ им. Жуковского, объединивший под своей эгидой ЦАГИ и ещё четыре крупных авиационных института (ЦИАМ, ГосНИИАС, СибНИА, ГкНИПАС), К. И. Сыпало перевели в НИЦ на пост первого заместителя генерального директора. Участвовал в планировании деятельности НИЦ по развитию науки и технологии в авиастроении. В августе 2018 года назначен генеральным директором ЦАГИ.
Весной 2016 г. получил почётное учёное звание «Профессор РАН», а в октябре того же года его избрали членом-корреспондентом РАН по Отделению энергетики, машиностроения, механики и процессов управления.

## Научная деятельность

### Научные интересы и достижения
Области научных интересов К. И. Сыпало — анализ и обработка информации в сложных технических системах; динамика, баллистика, навигация и управление аэрокосмическими аппаратами; аэродинамика и теоретическая механика.
В его научных трудах:
- разработан подход и реализованы процедуры оптимального планирования работы навигационных средств и автоматизации типовых операций наземного комплекса управления современных и перспективных космических систем;
- сформулированы теоретические основы построения и реализовано программно-математическое обеспечение индивидуально-адаптированной бортовой информационно-экспертной системы поддержки действий лётчика при выполнении типовых полётных режимов;
- развит системный подход к решению задачи формирования облика бортовой интегрированной системы управления и навигации высокоскоростного аэробаллистического летательного аппарата;
- развиты алгоритмы глубоко интегрированной схемы комплексирования данных инерциально-спутниковой системы навигации в условиях помех с данными бортовой мультиспектральной системы наблюдения.

Лауреат малой премии издательства МАИК «Наука/Интерпериодика» за 2013 год.

### Научные и педагогические труды
К. И. Сыпало — автор 4 монографий, около 30 научных статей (включённых в РИНЦ), свыше 20 изданных текстов докладов на конференциях, а также порядка 15 учебно-методических работ и пособий. Некоторые публикации:
- Моделирование процессов функционирования интегрированных систем ЛА на основе методологии объектно-ориентированного анализа и проектирования : учеб. пос. для студ. … по спец. 160601 «Прицельно-навигационные системы летательных аппаратов» напр. … 160600 «Интегрированные системы летательных аппаратов» / К. К. Веремеенко, К. И. Сыпало, Д. А. Козорез; Минобрнауки РФ, Московский авиационный ин-т (гос. техн. ун-т). — Москва : Изд-во МАИ-Принт, 2010. — 93 с. : ил.; 20 см; ISBN 978-5-7035-2249-3
- Геращенко А. Н., Куприков М. Ю., Сидоров А. Ю., Сыпало К. И. и др. // Реализация уровневой системы подготовки в аэрокосмическом образовании // М.: МАИ, 2011;
- Бартенев В. А., Гречкосеев А. К., Козорез Д. А., Красильщиков М. Н., Пасынков В. В., Сыпало К. И. // Современные и перспективные информационные ГНСС-технологии в задачах высокоточной навигации // М.:Физматлит, 2014, 192 c, ISBN 978-5-9221-1577-3;

Избранные статьи
- Красильщиков М. Н., Козорез Д. А., Самарин О. Ф., Савостьянов В. Ю., Сыпало К. И. // К проблеме высокоточного позиционирования фазового центра антенны многофункциональной бортовой РЛС авиационного базирования // Гироскопия и навигация, 2013, № 2 (81), c. 14—30;
- Красильщиков М. Н., Кибзун А. И., Мирошкин В. Л., Сыпало К. И. // Траекторное управление высотным скоростным летательным аппаратом на маршевом участке полета // Известия РАН. Теория и системы управления, 2013, № 4, с. 128—136;

## Семья
К. И. Сыпало женат (супруга Лариса), имеет двоих детей. Его родители почти сорок лет, с 1968 по 2006 год, проработали инженерами-электронщиками в ЦКБ «Алмаз».